# Lonchura grandis
El capuchino grande (Lonchura grandis) es una especie de ave paseriforme de la familia Estrildidae endémica de Nueva Guinea.

## Distribución y hábitat
Se encuentra únicamente en el norte y este de la isla de Nueva Guinea. Su hábitat natural son los herbazales tropicales de tierras bajas y los humedales.